# The Alphabet of Me
The Alphabet of Me è un singolo del gruppo musicale britannico Haken, pubblicato il 9 dicembre 2022 come secondo estratto dal settimo album in studio Fauna.

## Descrizione
Il brano presenta varie sperimentazioni rispetto alle passate produzioni del gruppo, in gran parte derivate dal ritorno in formazione del tastierista Pete Jones, presentando comunque un ritornello più sostenuto. Come ha sottolineato il cantante Ross Jennings, Jones è stato determinante per la direzione stilistica scelta con The Alphabet of Me, aggiungendo inoltre che «durante la fase di composizione e delle prime demo avevamo una visione comune, l'idea di fare qualcosa di nuovo, di non canonico, di inserire qualcosa di atipico per le nostre sonorità ed esplorare nuove dimensioni sonore». Il finale risulta ispirato dalle composizioni tipiche di Peter Gabriel degli anni ottanta, con protagonista un assolo di tromba.
Riguardo al significato del testo, Jennings ha spiegato che gran parte dell'ispirazione deriva dalla rilettura del libro Il cacciatore di androidi di Philip K. Dick, che ha fatto da base anche per gran parte dei testi degli altri brani contenuti in Fauna.

## Video musicale
Il video, diretto da Miles Skarin e prodotto dalla Crystal Spotlight, è stato reso disponibile insieme all'uscita del singolo e mostra il gruppo eseguire il brano all'interno di una serra. In esso appaiono anche immagini visive surreali, tra cui alcune scene che immortalano un cane e un trombettista, direttamente ispirate alle opere cinematografiche di David Lynch secondo la casa di produzione.

## Tracce
1. The Alphabet of Me – 5:33
2. Nightingale – 7:23

## Formazione
Hanno partecipato alle registrazioni, secondo le note di copertina di Fauna:
Gruppo
- Conner Green – basso
- Charlie Griffiths – chitarra
- Raymond Hearne – batteria
- Richard Henshall – chitarra
- Ross Jennings – voce
- Peter Jones – tastiera

Altri musicisti
- Miguel Gorodi – tromba, flicorno soprano

Produzione
- Haken – produzione
- Jens Bogren – missaggio
- Tony Lindgren – mastering
- David Simpson – ingegneria della batteria
- Paul "Win" Winstanley – ingegneria della voce
- Linus Corneliusson – montaggio aggiuntivo